# Papaveraceae
Famille
Classification APG III (2009)
Taxons de rang inférieur
- Fumarioideae
- Hypecooideae
- Papaveroideae
- Pteridophylloideae

Les Papaveraceae (ou Papavéracées) sont une famille de plantes à fleurs dicotylédones de l'ordre des Ranunculales. Ses représentants les plus connus sont les pavots (en particulier les coquelicots, le pavot à opium et le pavot de Californie). C'est une famille cosmopolite, répandue sous les climats tempérés et subtropicaux.
Les Papavéracées contiennent presque toutes des alcaloïdes qui peuvent être toxiques, avoir des propriétés sédatives ou analgésiques, voire être utilisés comme produits stupéfiants. Leurs graines, utilisées dans l'alimentation ne contiennent qu'une très faible quantité d'alcaloïdes.

## Étymologie
Le nom vient du genre Papaver qui est le nom latin de l'œillette, le pavot somnifère.

## Description

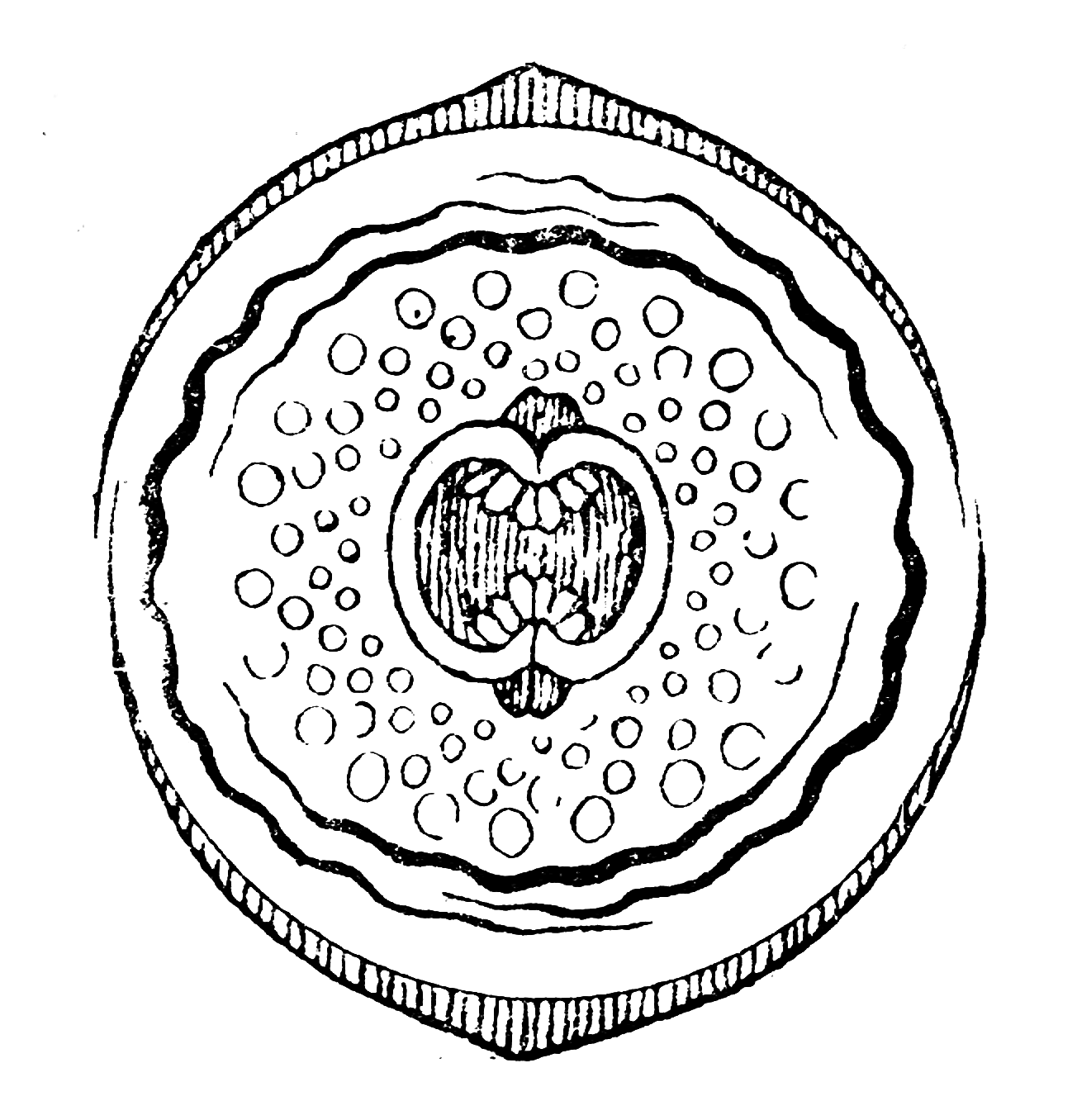
Diagramme floral du Pavot cornu.

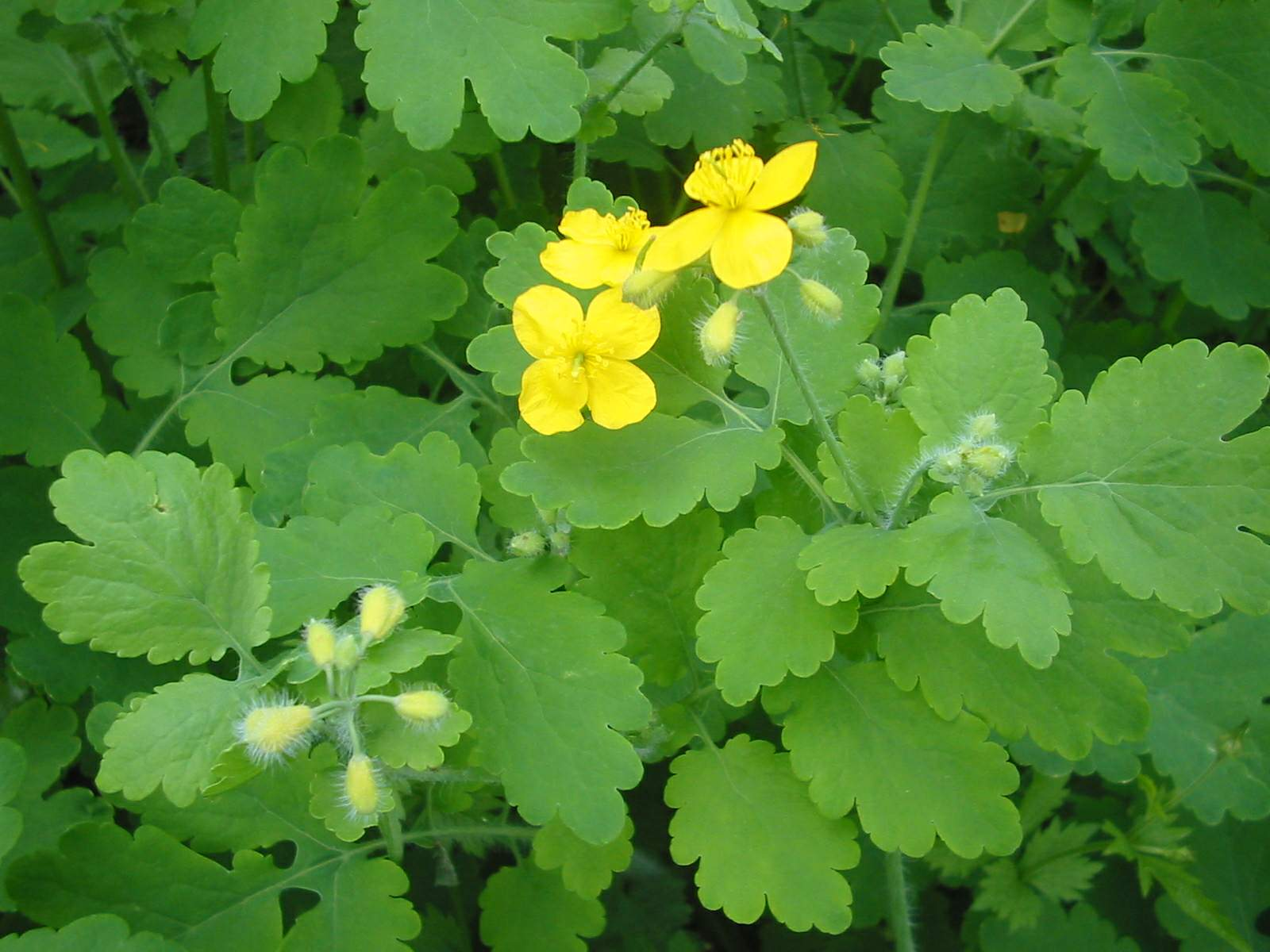
Chelidonium majus, la chélidoine ou herbe aux verrues.

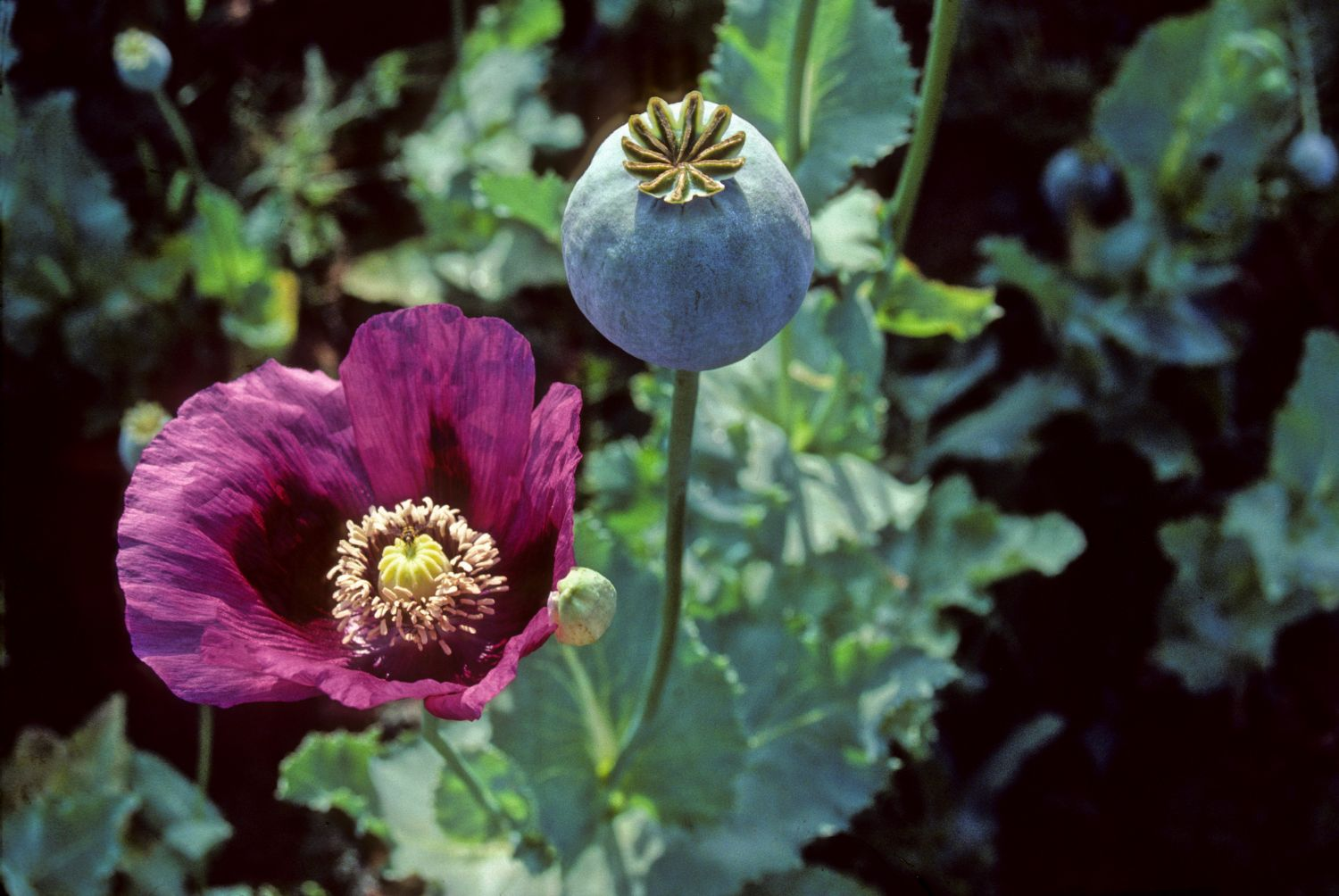
Papaver somniferum, le pavot à opium.

Cette description porte sur la famille des Papavéracées au sens strict et ne concerne pas les Fumariacées et les Ptéridophyllacées (Voir la section taxonomie ci-dessous).

### Appareil végétatif
La plupart sont des plantes herbacées, mais quelques-unes sont des arbustes ou des arbrisseaux.
Ce sont des plantes laticifères : toutes les parties, à l'exception des graines, comportent un système bien développé de canaux laticifères, produisant un latex laiteux ou aqueux, un suc blanc, jaune, rouge ou transparent.
Les feuilles sont alternes, au moins à la base, ou parfois verticillées. Elles sont pétiolées et exstipulées. Les feuilles sont généralement lobées ou pennatifides (c'est-à-dire composé de plusieurs folioles non entièrement séparées), ou très divisées. Il n'y a pas de stipules.
Les Papavéracées contiennent presque toutes des alcaloïdes. Beaucoup sont toxiques.

### Appareil reproducteur
Les fleurs, moyennes ou grandes et souvent très voyantes, sont solitaires et terminales chez la plupart des espèces. Dans d'autres cas, l'inflorescence terminale est une cyme ou une grappe, parfois condensée en ombelle, corymbe ou panicule. Les fleurs sont inodores et actinomorphes. Elles présentent un calice à deux sépales (parfois trois) rapidement caducs et une corolle à quatre pétales (parfois six) souvent froissés (préfloraison chiffonnée) avant l'anthèse et ridés à l'épanouissement, sauf chez Macleaya, où la corolle est absente.
Elles comportent de nombreuses étamines, pour la plupart au nombre de 16 à 60, disposées en deux verticilles distincts, munis de filets parfois pétaloïdes. Les fleurs sont pollinisées principalement par des insectes (entomogamie même lorsque les fleurs sont dépourvues de nectaire), et quelques-unes par le vent (anémogamie). 
Le gynécée se compose d'un pistil composé de 2 à 100 carpelles soudés mais formant une loge unique à cloisons incomplètes avec de très nombreux ovules. L'ovaire, sessile ou sur une tige courte, est supère et monoloculaire, avec un style souvent absent.
Le fruit sec est généralement une capsule qui s'ouvre à maturité pour libérer les graines par des pores, ou par les cloisons entre les cellules, ou encore au moyen de valves (pyxide). Les nombreuses petites graines réniformes sot munies d'un embryon droit dans un volumineux endosperme gras et farineux. Elles sont parfois dotées d'une excroissance charnue, l'élaïosome ou le strophiole, ce qui favorise leur dispersion par myrmécochorie. Le fruit de Platystemon est un schizocarpe.
La famille présente une apomorphie au niveau du gynécée : réduction du nombre de carpelles chez Chelidonium (chélidoine), Corydalis (corydale) et Fumaria (fumeterre).

## Taxonomie
La classification phylogénétique APG II (2003) (inchangée par rapport à classification phylogénétique APG (1998)) place la famille dans l'ordre des Ranunculales, dans le clade des Eudicots. Toutefois, l'APG considère que l'on peut optionnellement y rattacher deux familles. Ainsi, il y a deux acceptions possibles :
- les Papaveraceae sensu lato, comprenant les plantes qui, autrement, forment la famille des Fumariaceae et des Pteridophyllaceae ;
- les Papaveraceae sensu stricto, excluant ces plantes.

La famille sensu stricto est conforme à la famille telle que reconnue par la classification classique de Cronquist (1981) (Cronquist considère les Fumariaceae comme une famille différente). Elle comprend environ 26 genres et environ 250 espèces. La description donnée ci-dessus s'applique à la famille dans ce sens strict.
La classification phylogénétique APG III (2009) ne reconnait plus que Papaveraceae sensu lato, c'est-à-dire avec les genres auparavant dans Fumariaceae et Pteridophyllaceae.

## Quelques genres
- Arctomecon Torr. et Frém.
- Argemone L.
- Bocconia L.
- Canbya Parry ex Gray
- Chelidonium L.
- Dendromecon Benth.
- Eschscholtzia Cham.
- Glaucium Mill.
- Hunnemannia Sweet
- Macleaya R. Br.
- Meconella Nutt.
- MeconopsisVig.
- Papaver L.
- Platystemon Benth.
- Platystigma Benth.
- Roemeria Medik.
- Romneya  Harvey
- Sanguinaria L.
- Stylomecon G. Taylor
- Stylophorum Nutt.

Lorsqu'on inclut les Pteridophyllaceae, un seul genre est ajouté :
- Pteridophyllum

Lorsqu'on inclut les Fumariaceae, 20 genres sont ajoutés :
- Adlumia
- Capnoides
- Ceratocapnos
- Corydalis
- Cryptocapnos
- Cysticapnos
- Dactylicapnos
- Dicentra
- Discocapnos
- Ehrendorferia
- Fumaria
- Fumariola
- Hypecoum
- Ichthyoselmis
- Lamprocapnos
- Platycapnos
- Pseudofumaria
- Rupicapnos
- Sarcocapnos
- Trigonocapnos

## Culture

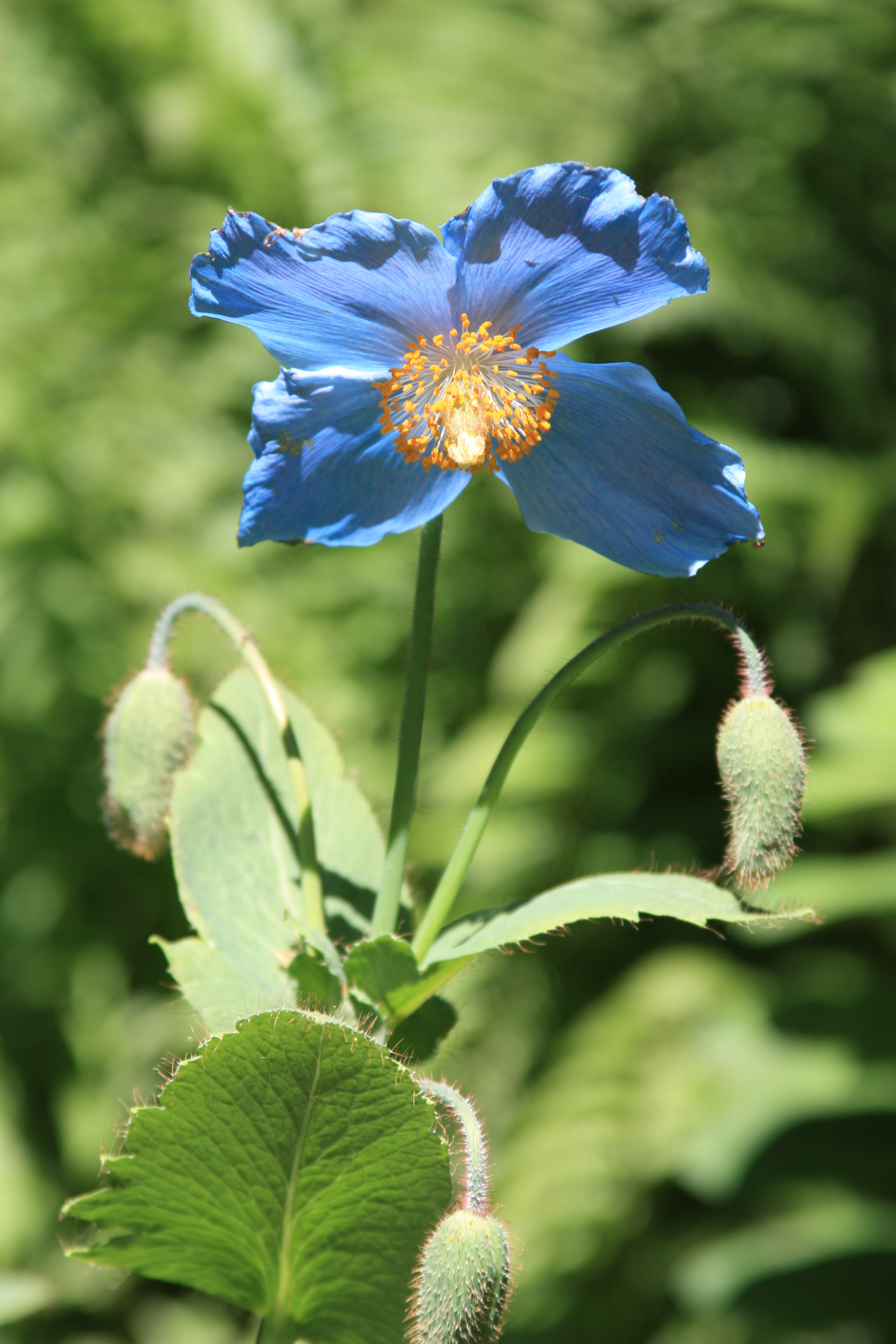
Meconopsis betonicifolia, pavot bleu de l'Himalaya

La famille est très appréciée pour ses fleurs spectaculaires, avec de nombreuses espèces cultivées comme plantes ornementales, comme le pavot de Californie (Eschscholtzia californica), le pavot bleu de l'Himalaya (Meconopsis), ainsi que plusieurs espèces de Papaver. La famille comprend également le pavot à opium (Papaver somniferum), qui sert à produire l'opium et les opiacés, ainsi que les graines de pavots utilisées en cuisine et pour faire de l'huile.

## Liste des genres
La classification phylogénétique APG III (2009) inclut dans cette famille les genres précédemment placés dans les familles Fumariaceae, Pteridophyllaceae. Les genres Pteridophyllum, Adlumia, Capnoides, Corydalis, Cysticapnos, Dicentra, Ehrendorferia, Fumaria, Platycapnos, Pseudofumaria, Rupicapnos, Sarcocapnos, Trigonocapnos entre autres.
Selon NCBI (23 avr. 2010) (Plus conforme à APGIII puisqu'il incorpore les genres anciennement dans Fumariaceae, Pteridophyllaceae) :
- genre Adlumia (anciennement dans Fumariaceae)
- genre Arctomecon
- genre Argemone
- genre Bocconia
- genre Canbya
- genre Capnoides (anciennement dans Fumariaceae)
- genre Chelidonium
- genre Corydalis (anciennement dans Fumariaceae)
- genre Cysticapnos (anciennement dans Fumariaceae)
- genre Dendromecon
- genre Dicentra (anciennement dans Fumariaceae)
- genre Dicranostigma
- genre Ehrendorferia (anciennement dans Fumariaceae)
- genre Eomecon
- sous-famille Eschscholzioideae
  - genre Eschscholzia
- genre Fumaria (anciennement dans Fumariaceae)
- genre Glaucium
- genre Hainania
- genre Hesperomecon
- genre Hunnemannia
- genre Hylomecon
- genre Hypecoum
- genre Ichtyoselmis
- genre Lamprocapnos (anciennement dans Fumariaceae)
- genre Macleaya
- genre Meconopsis
- genre Oceanopapaver
- genre Papaver
- genre Platycapnos (anciennement dans Fumariaceae)
- genre Platystemon
- genre Pseudofumaria (anciennement dans Fumariaceae)
- genre Pteridophyllum (anciennement dans Pteridophyllaceae)
- genre Roemeria
- genre Romneya
- genre Rupicapnos (anciennement dans Pteridophyllaceae)
- genre Sanguinaria
- genre Sarcocapnos (anciennement dans Pteridophyllaceae)
- genre Stylomecon
- genre Stylophorum
- genre Trigonocapnos (anciennement dans Pteridophyllaceae)

Selon DELTA Angio (23 avr. 2010) (suivant la version sensu stricto de APGII qui exclut Fumariaceae et Pteridophyllaceae) :
- genre Arctomecon
- genre Argemone
- genre Bocconia
- genre Canbya
- genre Chelidonium
- genre Dendromecon
- genre Dicranostigma
- genre Eomecon
- genre Eschscholzia
- genre Glaucium
- genre Hunnemannia
- genre Hylomecon
- genre Macleaya
- genre Meconella
- genre Mecanopsis
- genre Papaver
- genre Platystemon
- genre Platystigma
- genre Roemeria
- genre Romneya
- genre Sanguinaria
- genre Stylomecon
- genre Stylophorum

Selon ITIS (23 avr. 2010) :
- genre Arctomecon  Torr. & Frém.
- genre Argemone  L.
- genre Bocconia  L.
- genre Canbya  Parry ex Gray
- genre Chelidonium  L.
- genre Chlidonium
- genre Dendromecon  Benth.
- genre Eschscholzia  Cham.
- genre Glacium
- genre Glaucium  P. Mill.
- genre Hunnemannia  Sweet
- genre Macleaya  R. Br.
- genre Meconella  Nutt.
- genre Papaver  L.
- genre Platystemon  Benth.
- genre Platystigma  Benth.
- genre Roemeria  Medik.
- genre Romneya  Harvey
- genre Sanguinaria  L.
- genre Stylomecon  G. Taylor
- genre Stylophorum  Nutt.